# Олексіївка (Каховський район)
Олексі́ївка — село в Україні, у Верхньорогачицькій селищній громаді Каховського району Херсонської області. Населення становить 181 осіб.
Розташоване на південному березі Нижньорогачицького лиману. Фермерське господарство «Рубін». Артезіанська свердловина. ПП Скомарохова — магазин. 24 лютого 2022 року село тимчасово окуповане російськими військами під час російсько-української війни.

## Населення
Згідно з переписом УРСР 1989 року чисельність наявного населення села становила 176 осіб, з яких 78 чоловіків та 98 жінок.
За переписом населення України 2001 року в селі мешкало 180 осіб.

### Мова
Розподіл населення за рідною мовою за даними перепису 2001 року:
| Мова       | Кількість | Відсоток |
| ---------- | --------- | -------- |
| українська | 160       | 88.4%    |
| російська  | 21        | 11.6%    |
| Усього     | 181       | 100%     |